# 69两头勾：影集版
《69两头勾：影集版》是彭力·云旦拿域安回归执导，黛薇卡·霍内（Mai）主演的黑色喜剧。故事改编自他于1999年上映的电影《69两头勾》，并于2023年9月6日通过Netflix播出。

## 内容
这一切的发生始于一颗松动的螺母。她的房号因螺母松动，从6号变成了9号。6号房主是一名因新冠肺炎疫情而被金融公司以抽签形式解雇的员工之一。她在门前找到一个神秘包裹，里面装满了巨款，于是她决定留下它。当两个暴徒意识到送错包裹并回来取回包裹时，她不小心杀了他们两个。后来，她又不小心射杀一名警员。她的命运开始急转直下，故事又该如何收场......

## 演员阵容
- 黛薇卡·霍内（Mai）饰演 Monruedee Sanphan（Toom）
- Amorneak Micheli（Tan）饰演 Kanchit
- Apivich Rinthapoln（Jade）饰演 Tong / Suwat
- Thanaporn Rattanasasiwimon（Mine）饰演 Jim，迷人的年轻女子，利用自己的身体和外表为工作谋取福利。
- 特里萨努·索拉农（Man）饰演 John，年轻警官
- Pruet Nakprad（Pluto）
- Pakonsorapat Aujanasarun（Alice）饰演 Fon
- 郑壹飞（Foei）饰演 Tud / Teddy，失败的年轻说唱歌手
- Pemika Wongsurakarn（Kungpoi）饰演 Milli
- Chanan Tokrisna（Petch）饰演 M
- Tha Thep Chaichanbutr（Dave）饰演 Sonny
- 普洛伊·霍旺（Ploy）饰演 在货车里的女子
- Torphong Kul-On（Tor）饰演 Pued
- Teerapat Lohanan（Fluke）饰演 白衣男子

### 客串出演
- Nottapon Boonprakob（Kai）饰演 警官（第二集）
- 彭力·云旦拿域安（Tom）饰演 客户（第二集）
- Pornpanawan Chantim（Joe）饰演 高级股东（第三集）
- Chalida Sutitostam（Praeploy）饰演 Mon （第三至第四集）
- Kawinthida Pimsai（Richey）饰演 少女时期的Toom（第六集）
- Banlop Lomnoi 饰演 Toom的父亲（第六集）

## 制作
影集采用了电影版的制作团队。黛薇卡·霍内透露了此次出演的感受，她表示：“当我第一次看到剧本时，我非常兴奋。”除此之外，还有P’Pen-Ek导演（彭力·云旦拿域安）的功力，他是黛薇卡希望能够一起合作的导演。此剧也是黛薇卡首次与Netflix合作。